# Домбский, Зигмунд
Зигмунт Домбский из Любранца (1632—1704) — государственный деятель Речи Посполитой, маршалок коронного трибунала (1686), каштелян иновроцлавский и бжесць-куявский, воевода бжесць-куявский (1684—1701). Член Варшавской конфедерации (1704).

## Биография
Представитель польского шляхетского рода Домбских герба «Годземба». Сын каштеляна слонского Адама Домбского (ум. 1660) и Эльжбеты Емельской, дочери каштеляна ковальского Станислава Емельского. Братья — Людвиг (ум. 1678), каштелян конарский, Станислав Казимир (ум. 1700), епископ куявский и краковский.
В молодые годы Зигмунд Домбский участвовал в военных экспедициях против турок-османов и крымских татар. С 1662 года — староста гнезненский. Также он занимал должность чашника иновроцлавского.
Зигмунд Домбский пять раз избирался депутатом на сейм. Должность старосты гнезненского занимал до 1670 года. Он также являлся старостой иновроцлавским (с 1680) и дыбувским (с 1698). С 1687 года — маршалок Коронного Трибунала. С 1670 года — подкоморий иновроцлавский.
В последующие годы (1678—1704) занимал должность каштеляна иновроцлавского. В 1680 году Зигмунд Домбский стал каштеляном бжесць-куявским, а в 1684 году ему была пожалована должность воеводы бжесць-куявского.
в качестве одного из первых депутатов подписал элекцию короля Яна III Собеского, став его верным сторонником. Но неохотно поддержал кандидатуру саксонского курфюрста Августа Сильного на польский королевский престол. Он стал его врагом и противником, потому что был связан с семьей Лещинских. В качестве одного из шести сенаторов подписал акт о низложении короля Августа Сильного в 1703 году.
Зигмунд Домбский был человеком образованным, вежливым и разумным, оказывал покровительство ученым.

## Владения
Зигмунд Домбский владел рядом поместий: Ключ Грабский со Старограбом, Ключ Качковский, Ключ Гижицкий, местечко Илув с окрестностями, Ключ Домбский, Любранец с замком и окрестностями.

## Семья и дети
1-я жена Ядвига Горская, дочь Петра Горского. Их дети:
- Войцех (1676—1725), маршалок надворный коронный
- Анджей
- Адам, сеймовый комиссар
- Марианна Катарина, жена Якуба Дзялынского (ум. 1700)
- Тереза Катарина (ум. 1700), жена каштеляна калишского Яна Ляцкого

2-я жена Анна Софья Данилович, дочь подчашего коронного Николая Даниловича (1600—1676) и вдова старосты львовского Яна Цетнера. Второй брак был бездетным.